# Tomás Rolán
Tomás Rolán (13 de janeiro de 1936 - 9 de janeiro de 2014) foi um ex-futebolista uruguaio.
Foi um dos maiores ídolos da história do Independiente, onde jogou 275 partidas entre 1960 e 1966. Ponta-esquerda marcador, chegou do Danubio em 1960, quando a equipe de Avellaneda chamou três uruguaios: ele, Alcides Silveira e Vladas Douksas. No mesmo ano que chegou, conseguiu o título argentino, que obteve novamente em 1963. Em 1964, participou do primeiro título rojo (e de um clube argentino) na Taça Libertadores da América, mas no mesmo ano rompeu os ligamentos do joelho, o que lhe impediu de manter o nível. Acabou deixando o Independiente em 1966, continuando a carreira em pequenas equipes argentinas até decidir pela aposentadoria dos gramados.